# 2010–2011-es MOL Liga
A MOL Liga harmadik szezonját kilenc résztvevővel rendezték meg. Visszatért az Alba Volán farmcsapata, és a Steaua Bucuresti Steaua Rangers nevén. Az SC Csíkszereda nevet váltott, HSC Csíkszereda lett a nevűk. A bajnokságot a HSC Csíkszereda nyerte. Az első mérkőzésekre 2010. szeptember 7-én került sor.

## Előzmények
2010 februárjában átadták a brassói jégcsarnokot. Márciusban a Fehérvár bejelentette, hogy a második csapata újra szerepelni fog a MOL Ligában, majd Tánczos Barna, a román szövetség elnöke jelezte, hogy a Steaua is visszatérne. A szlovák másodosztályú SHK 37 Piestany és Az MHC Prievidza is elképzelhetőnek tartotta a nevezését, amire végül nem került sor. A nyári ligaüléseken 5 főben korlátozták a mérkőzésre nevezhető légiósok számát, a poszt megkötése nélkül. A rájátszás döntője pedig négy győztes mérkőzésig tart.

## Résztvevők
| Csapat               | Város          | Jégpálya                       | Befogadóképesség | Vezetőedző                 |
| -------------------- | -------------- | ------------------------------ | ---------------- | -------------------------- |
| FTC-Orangeways       | Budapest       | Pesterzsébeti Jégcsarnok       | 1500             | Fekti Bálint               |
| Újpesti TE           | Budapest       | Megyeri úti Jégcsarnok         | 2000             | Ancsin János               |
| Dab.Docler           | Dunaújváros    | Dunaújvárosi Jégcsarnok        | 4000             | Jonathan Patrick MacCallum |
| HSC Csíkszereda      | Csíkszereda    | Vákár Lajos Műjégpálya         | 4000             | Charles Franzen            |
| Vasas HC             | Budapest       | Jégpalota                      | 2008             | Risto Kurkinen             |
| Miskolci Jegesmedvék | Miskolc        | Miskolci Jégcsarnok            | 1800             | Robert Dever               |
| Fenestela 68 Brașov  | Brassó         | Brassói jégcsarnok             | 2700             | Antal Előd                 |
| Steaua Rangers       | Bukarest       | Patinoar Mihai Flamaropol      |                  | Alexe Nelu                 |
| Sapa Fehérvár AV19   | Székesfehérvár | Ifjabb Ocskay Gábor Jégcsarnok |                  | Kóger István               |

## Vezetőedző-váltások
| Csapat          | Távozó vezetőedző | A távozás oka | A bejelentés ideje | Helyezés     | Érkező vezetőedző | A bejelentés ideje | Forrás        |
| --------------- | ----------------- | ------------- | ------------------ | ------------ | ----------------- | ------------------ | ------------- |
| Vasas HC        | Glen Williamson   |               | 2010.              | szezon előtt | Risto Kurkinen    | 2010. augusztus 2. | [ 8 ]         |
| Ferencváros     | Szergej Oreskin   |               | 2010.              | szezon előtt | Håkan Nygren      | 2010. június 29.   | [ 9 ]         |
| HSC Csíkszereda | Ulf Weinstock     |               | 2010.              | szezon előtt | Charles Franzén   | 2010. .            |               |
| Újpest          | Pék György        |               | 2010.              | szezon előtt | Ancsin János      | 2010. július 7.    | [ 10 ]        |
| Ferencváros     | Håkan Nygren      | menesztették  | 2010. október 11.  |              | Prakab Gábor      | 2010. október 11.  | [ 11 ]        |
| Ferencváros     | Prakab Gábor      | lemondott     | 2010. november 22. |              | Fekti Bálint      | 2010. november 23. | [ 12 ] [ 13 ] |

## Szezon
A 32 fordulós alapszakaszban mindenki négyszer játszott a másikkal(kétszer otthon és kétszer idegenben). A rájátszásba, a MOL liga történetében először, az alapszakasz nyolc legjobbja jutott, és három győzelemig tartó párharcokban dőltek el a helyezések sorsa. A rájátszásba jutásért az alapszakasz nyolcadik és kilencedik helyezettje külön megvívót. Ugyancsak ez az első szezon, ahol a rájátszást nem az alapszakasz győztes otthonában rendezik, hanem oda-visszavágó rendszerben küzdöttek.

### Alapszakasz
| Hely. | Csapat                  | M  | Gy | HGy | HV | V  | G+  | G–  | Gk   | P  | Továbbjutás vagy kiesés             |
| ----- | ----------------------- | -- | -- | --- | -- | -- | --- | --- | ---- | -- | ----------------------------------- |
| 1.    | HSC Csíkszereda         | 32 | 21 | 4   | 1  | 6  | 161 | 73  | +88  | 72 | A rájátszás negyeddöntőjébe jutott. |
| 2.    | Dab.Docler              | 32 | 22 | 1   | 2  | 7  | 170 | 85  | +85  | 70 | A rájátszás negyeddöntőjébe jutott. |
| 3.    | Miskolci Jegesmedvék    | 32 | 19 | 3   | 3  | 7  | 163 | 96  | +67  | 66 | A rájátszás negyeddöntőjébe jutott. |
| 4.    | Vasas HC                | 32 | 19 | 2   | 2  | 9  | 136 | 75  | +61  | 63 | A rájátszás negyeddöntőjébe jutott. |
| 5.    | Ferencvárosi TC         | 32 | 16 | 1   | 2  | 13 | 128 | 117 | +11  | 52 | A rájátszás negyeddöntőjébe jutott. |
| 6.    | SCM Fenestela 68 Brașov | 32 | 14 | 0   | 4  | 14 | 116 | 103 | +13  | 46 | A rájátszás negyeddöntőjébe jutott. |
| 7.    | Fehérvár AV19           | 32 | 8  | 4   | 0  | 20 | 97  | 148 | −51  | 32 | A rájátszás negyeddöntőjébe jutott. |
| 8.    | Steaua Rangers          | 32 | 8  | 1   | 2  | 21 | 91  | 161 | −70  | 28 | A rájátszás selejtezőjébe jutott.   |
| 9.    | Újpesti TE              | 32 | 1  | 0   | 0  | 31 | 68  | 272 | −204 | 3  | A rájátszás selejtezőjébe jutott.   |

### Előselejtező
- Steaua Rangers - Újpesti TE: 5:6 (2:2, 2:1, 1:3)
- Steaua Rangers - Újpesti TE: 1:7 (0:3, 0:2, 1:2)

### Rájátszás
A rájátszásba az alapszakasz első nyolc helyezettje jutott. A mérkőzéseket 2010. december 21. és 2011. január 22. között rendezték meg. 
|  |                 |                 |               |               |   |                 |                 |           |  |  |       |       |       |
|  | Negyeddöntők    | Negyeddöntők    | Negyeddöntők  |               |   | Elődöntők       | Elődöntők       | Elődöntők |  |  | Döntő | Döntő | Döntő |
|  | Negyeddöntők    | Negyeddöntők    | Negyeddöntők  |               |   | Elődöntők       | Elődöntők       | Elődöntők |  |  | Döntő | Döntő | Döntő |
|  |                 |                 |               |               |   |                 |                 |           |  |  |       |       |       |
|  |                 |                 |               |               |   |                 |                 |           |  |  |       |       |       |
|  | Újpesti TE      | Újpesti TE      | 0             |               |   |                 |                 |           |  |  |       |       |       |
|  | Újpesti TE      | Újpesti TE      | 0             |               |   |                 |                 |           |  |  |       |       |       |
|  | HSC Csíkszereda | HSC Csíkszereda | 3             |               |   |                 |                 |           |  |  |       |       |       |
|  | HSC Csíkszereda | HSC Csíkszereda | 3             |               |   | HSC Csíkszereda | HSC Csíkszereda | 3         |  |  |       |       |       |
|  |                 |                 |               |               |   | HSC Csíkszereda | HSC Csíkszereda | 3         |  |  |       |       |       |
|  |                 |                 | Vasas HC      | Vasas HC      | 1 |                 |                 |           |  |  |       |       |       |
|  | Vasas HC        | Vasas HC        | Vasas HC      | Vasas HC      | 1 | 3               |                 |           |  |  |       |       |       |
|  | Vasas HC        | Vasas HC        |               |               |   |                 |                 |           |  |  |       |       |       |
|  | Ferencvárosi TC | Ferencvárosi TC | 0             |               |   |                 |                 |           |  |  |       |       |       |
|  | Ferencvárosi TC | Ferencvárosi TC | 0             |               |   | HSC Csíkszereda | HSC Csíkszereda | 3         |  |  |       |       |       |
|  |                 |                 |               |               |   |                 |                 |           |  |  |       |       |       |
|  |                 |                 | Dunaújváros   | Dunaújváros   | 1 |                 |                 |           |  |  |       |       |       |
|  | Dunaújváros     | Dunaújváros     | Dunaújváros   | Dunaújváros   | 1 | 3               |                 |           |  |  |       |       |       |
|  | Dunaújváros     | Dunaújváros     |               |               |   |                 |                 |           |  |  |       |       |       |
|  | Fehérvár AV19   | Fehérvár AV19   | 0             |               |   |                 |                 |           |  |  |       |       |       |
|  | Fehérvár AV19   | Fehérvár AV19   | 0             |               |   | Dunaújváros     | Dunaújváros     | 3         |  |  |       |       |       |
|  |                 |                 |               |               |   | Dunaújváros     | Dunaújváros     | 3         |  |  |       |       |       |
|  |                 |                 | Miskolci JJSE | Miskolci JJSE | 0 |                 |                 |           |  |  |       |       |       |
|  | Miskolci JJSE   | Miskolci JJSE   | Miskolci JJSE | Miskolci JJSE | 0 | 3               |                 |           |  |  |       |       |       |
|  | Miskolci JJSE   | Miskolci JJSE   |               |               |   |                 |                 |           |  |  |       |       |       |
|  | SCM Brassó      | SCM Brassó      | 1             |               |   |                 |                 |           |  |  |       |       |       |
|  | SCM Brassó      | SCM Brassó      | 1             |               |   |                 |                 |           |  |  |       |       |       |
|  |                 |                 |               |               |   |                 |                 |           |  |  |       |       |       |

### Az alapszakasz ponttáblázata
| Hely | Név                 | Csapat                 | Mérkőzés | Gól | Assziszt | Pont |
| 1.   | Joshua Bonar        | Miskolci JJSE          | 31       | 29  | 30       | 59   |
| 2.   | Martin Saluga       | Miskolci JJSE          | 32       | 24  | 33       | 57   |
| 3.   | Vaclav Novak        | HSC Csíkszereda        | 29       | 24  | 28       | 52   |
| 4.   | Vladimir Dubek      | Miskolci JJSE          | 32       | 21  | 29       | 50   |
| 5.   | Lubomir Hurtaj      | HSC Csíkszereda        | 26       | 20  | 28       | 48   |
| 6.   | Tyler Metcalfe      | Dunaújvárosi Acélbikák | 29       | 24  | 22       | 46   |
| 7.   | Kurt MacSweyn       | Dunaújvárosi Acélbikák | 31       | 16  | 29       | 45   |
| 8.   | Casey Bartzen       | Miskolci JJSE          | 25       | 12  | 33       | 45   |
| 9.   | Sikorcin Ladislav   | HSC Csíkszereda        | 29       | 21  | 23       | 44   |
| 10.  | Galanisz Nikandrosz | Dunaújvárosi Acélbikák | 30       | 17  | 26       | 43   |

### Az alapszakasz kapus statisztikái
| Hely | Név            | Csapat                 | Mérkőzés | Játszott perc | Védett lövés | Védés %-ban |
| 1.   | Rajna Miklós   | Vasas HC               | 20       | 1098:28       | 622          | 93,8        |
| 2.   | Kiss Tamás     | Vasas HC               | 15       | 776:41        | 492          | 93,5        |
| 3.   | Peter Sevala   | Dunaújvárosi Acélbikák | 12       | 631:14        | 361          | 93          |
| 4.   | Timo Lindström | Dunaújvárosi Acélbikák | 13       | 691:38        | 367          | 92,4        |
| 5.   | Patrik Polc    | SCM Brassó             | 31       | 1652:18       | 1113         | 92,3        |

### Különdíjasok
- A legjobb kapus: Rajna Miklós (Vasas)
- A legjobb védők: Jozef Hruby (HSC Csíkszereda) és Andrew Derton (Miskolci JJSE)
- A legjobb csatár: Lubomir Hurtaj (HSC Csíkszereda)
- Legtöbb gól: Lubomir Hurtaj (HSC Csíkszereda)

### Statisztikák
Legtöbb gól egy mérkőzésen:

Legnagyobb arányú győzelem:

## A bajnokság végeredménye
| #  | Csapat                         |
| 1. | HSC Csíkszereda                |
| 2. | Dunaújvárosi Acélbikák         |
| 3. | Miskolci JJSE                  |
| 4. | Vasas HC                       |
| 5. | Ferencvárosi TC                |
| 6. | SCM Brassó                     |
| 7. | Sapa Fehérvár AV 19 farmcsapat |
| 8. | Újpesti TE                     |
| 9. | Steaua Rangers                 |

## Lásd még
- 2010–2011-es magyar jégkorongbajnokság

## Külső hivatkozások
- A MOL Liga 2010-2011-es szezonjának eredményei